# Wolf Gottlob von Lindenau
Wolf Gottlob von Lindenau (* 29. März 1721 in Machern; † 11. April 1799 in  Polzen) war ein kursächsischer Oberstleutnant und Kreiskommissar sowie Erb-, Lehn- und Gerichtsherr auf Polzen.

## Leben
Er stammte aus dem Adelsgeschlecht von Lindenau und war der Sohn von Gottfried Anshelm von Lindenau (* 8. Oktober 1693; † 10. April 1749 in Machern). Er verließ im Rang eines Hauptmanns das Prinz Carlischen Regiment und wurde 1763 Kriegskommissar, später auch Marschkommissar im Kurkreis mit dem Charakter eines Oberstleutnants.
1766 kaufte von Lindenau seinen Schwagern Wichmann Carl August Marschall von Bieberstein und Friedrich Ludwig Marschall von Bieberstein deren Anteile am Rittergut Polzen ab.

## Familie und Nachkommen
1753 heiratete von Lindenau Friederica Wilhelmine Christiane Marschall von Bieberstein († 1791), Tochter von Friedrich Ludwig August Marschall von Bieberstein. Von den aus der Ehe hervorgegangenen Kindern überlebten ihn vier Söhne und zwei Töchter, die er in seinem Testament vom 10. August 1797 bedachte. Die vier Söhne: Friedrich Wilhelm von Lindenau (* 1762 in Herzberg), Moritz von Lindenau (* 1764 in Polzen), Carl Heinrich von Lindenau (* 1766 in Polzen) und August Gotthard von Lindenau (* 1769 in Polzen).
Die Rechtmäßigkeit des Testaments von Wolf Gottlob von Lindenau wurde von seiner ältesten Tochter, der Ehefrau des Bürgermeisters Maschkopf aus Finsterwalde, in einem längeren Prozess angezweifelt. Sie erschien auch nicht zur Testamentseröffnung vor dem Patrimonialgericht Polzen.